# Aoteasalda
Aoteasalda is een geslacht van wantsen uit de familie van de Saldidae (Oeverwantsen). Het geslacht werd voor het eerst wetenschappelijk beschreven door Larivière & Larochelle in 2016.

## Soorten
Het genus is monotypisch en bevat alleen de volgende soort:

- Aoteasalda maculipennis (Cobben, 1961)